# Château de Colonster
Le château de Colonster est situé sur un éperon rocheux surplombant la vallée de l'Ourthe, à l'entrée de Liège. Le château et son parc appartiennent depuis 1963 à l'Université de Liège et font partie du domaine du Sart Tilman. En 2010, le château de Colonster est devenu le lieu de prédilection du forum Liege Creative et a été investi en avril 2013 par un chef étoilé de Liège pour y ouvrir sa brasserie.

## Histoire

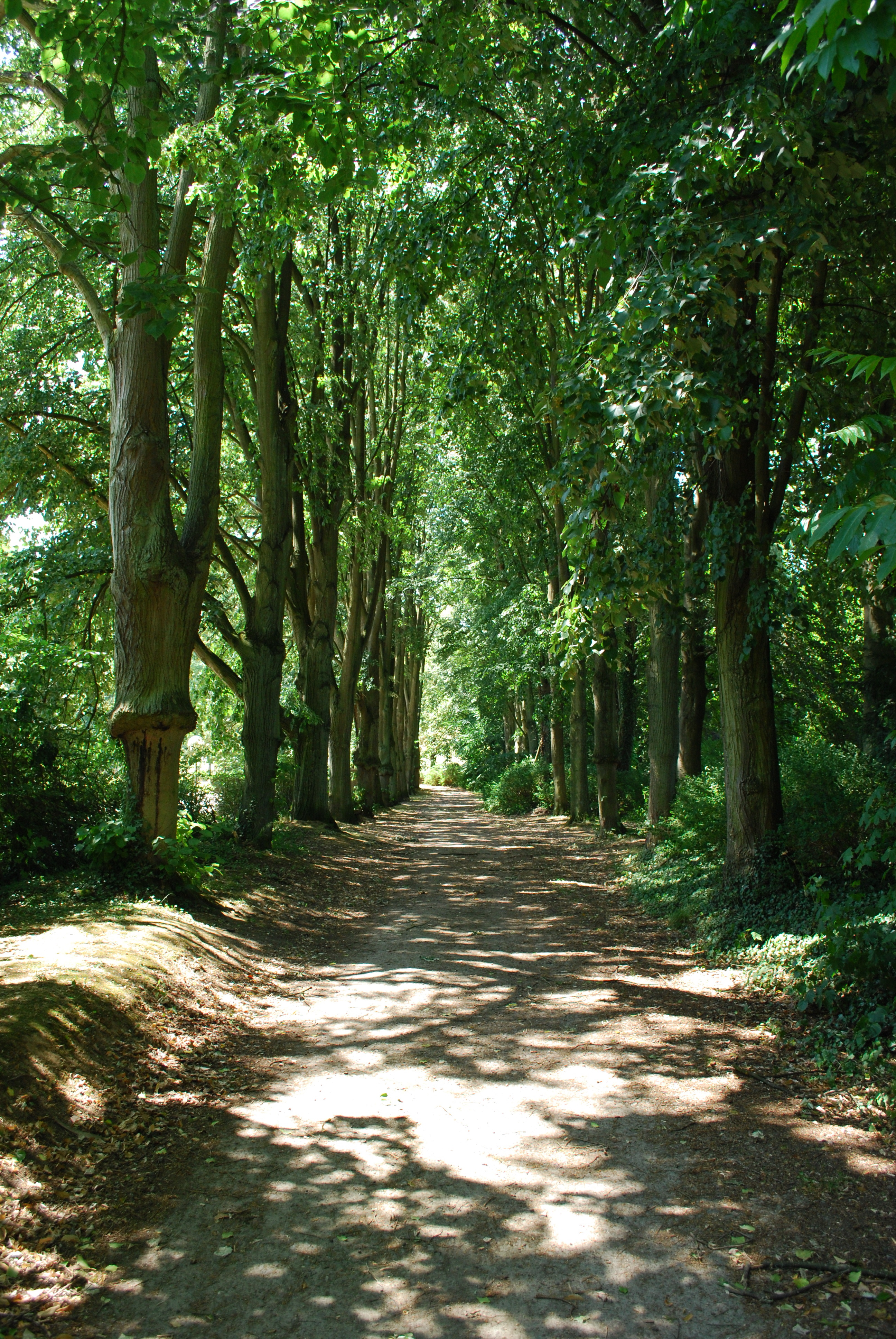
Le parc du château de Colonster.

Attesté dès le XIVe siècle, le château doit son aspect actuel à Maximilien-Henri-Hyacinthe, comte de Horion : les travaux du XVIIIe siècle transforment le château fort en château de plaisance. La décoration du château est l'œuvre du peintre Paul-Joseph Delcloche.
Mathias-Guillaume de Louvrex, jurisconsulte et avocat, acquiert la terre et la seigneurie de Colonster en 1787. Le baron de Hasselbrouck rachète le château en 1788 ; le bien passe ensuite entre les mains des familles de Sélys-Longchamp, des barons de Chestret (1863-1882), de la baronne de Waha (1882-1891), du baron Allard (1891-1920), puis des barons van Zuylen en 1920. 
En 1963, l'Université de Liège achète le château et les terrains alentour au baron P. van Zuylen.  En 1966, un incendie détruit une grande partie du château : des travaux de restauration et d'adaptation à des usages contemporains (salles de réceptions et de réunions) sont menés par les architectes Henri Lacoste et Jean Opdenberg.
Aujourd'hui, le château de Colonster abrite :
- un restaurant étoilé
- des salles de réceptions et de réunions